# 成都七中万达学校
成都七中万达学校，简称七中万达，是中华人民共和国四川省成都市的一所寄宿制公办高级完全中学。学校创办于2011年，学校占地123亩，现有师生近4000人。由大连万达集团捐资兴建故得名“万达”，校训“万源归本、修己达人，万紫千红、德才兼达”。学校是全国首批“传统文化进校园”试点校、成都市艺术示范学校、全国百强特色示范学校、成都魅力校园，全国教育科研先进单位；成都市媒介素养教育试点学校、四川省阳光体育示范学校以及金牛区教学质量显著学校。现任校长和校党委书记为杨云雄，副校长为张有财、李俭慧、梅培彦、余睿、潘钰萱。

## 学校历史

### 建校
2011年，学校由金牛区人民政府和成都七中共建。其中，大连万达集团捐资2亿元人民币，金牛区人民政府出资8000万。学校计划2011年9月开学，但由于学校建设进度迟缓，全校因此不得不在成都七中（高新校区）完成2011年9月的教学工作，并于2011年10月8日正式启用新校舍。学校竣工仪式暨开学典礼亦推迟至2011年10月20日进行。
2015年，成立“成都七中万达学校教育集团”。七中万达为成都七中万达教育集团的龙头学校。 
2016年，成都七中万达学校被四川省教育厅认定为四川省二级示范性普通高中， 同年成为成都市首批领航高中创建学校。 
2019年6月26日，中国科学技术大学与学校举行了签约仪式，正式授牌七中万达学校“优质生源基地”。 
2021年11月，学校获评“四川省网络学习空间应用普及优秀学校”。 
2022年，学校被四川省教育厅拟遴选认定为四川省一级示范性高中（示范性引领型）。 